# بانک تایپه فوبون
بانک تایپه فوبون (انگلیسی: Taipei Fubon Bank) شرکت خدمات مالی و بانکداری تایوانی است،که در سال ۲۰۰۵ تأسیس شد.